# 정의여자중학교
정의여자중학교(正義女子中學校)는 대한민국 서울특별시 도봉구 쌍문동에 있는 사립 중학교이다.

## 학교 연혁
- 1970년 6월 11일 : 학교법인 삼산학원 설립 인가
- 1970년 6월 11일 : 윤기안 선생 이사장 및 초대 이사 취임
- 1971년 2월 28일 : 윤창흠 선생 초대 교장 취임
- 1971년 3월 5일 : 정의여자중학교 개교
- 1974년 1월 15일 : 제1회 졸업식 거행(342명)
- 1975년 11월 30일 : 본관건물 완공(2,237평)
- 1979년 9월 21일 : 강당 및 과학관 준공(3,245평)
- 1982년 12월 5일 : 신축교사 1,253평 준공(4,498평)
- 2003년 10월 10일 : 도서실 설치
- 2005년 5월 4일 : 과학예술관 준공(485평)
- 2007년 6월 27일 : 인조잔디운동장 준공
- 2011년 1월 6일 : 제3대 윤남훈 이사장 취임
- 2022년 3월 1일 : 제10대 이광섭 교장 취임
- 2023년 1월 5일 : 제50회 졸업식 거행(114명) (누계 17,718명)
- 2023년 3월 2일 : 입학식(5학급 90명)

## 참고 자료
- 정의여자중학교 - 한국교육학술정보원 학교알리미